# Karin Alberts
Karina "Karin" Felicia Alberts is een personage uit de Nederlandse soapserie Goede tijden, slechte tijden. De rol van Karin werd tussen maart 1991 en april 1992 gespeeld door actrice Henriëtte Tol. In totaal was Karin 160 afleveringen te zien.

## Casting
De producenten wilden Bartho Braat als Jef Alberts, maar Braat ging alleen akkoord als Tol de rol van diens vrouw Karin mocht spelen. De producenten gingen akkoord. Echter wou Tol niet langdurig vast zitten aan de soap, en in vergelijking met het oorspronkelijke karakter vertrok Karin eerder uit de serie dan gepland. Tol liet weten dat ze graag wou dat Karin om het leven kwam, maar daar zagen de producenten geen verhaallijn in.
Door de jaren heen werd geprobeerd Tol terug te laten keren, zonder succes. In 1994, 1998, 2005, 2008 en 2015 hebben ze rond de tafel gezeten zonder succes.

## Verhaallijn

### Robert (I)
Wanneer Arnie Alberts samen met Suzanne Balk op zoek gaat naar Suzanne's zusje Adrie, komt hij in de plaats waar zijn tante en oom wonen. Hij besluit een bezoekje aan hen te brengen. Karin en haar man Jef zijn verrast door het bezoek van hun neefje. Arnie vraagt zich af waarom ze nooit bij hen langskomen. Jef laat weten dat de relatie tussen hem en zijn broer Robert nogal gevoelig ligt. Karin had ooit trouwplannen met Robert, maar verliet hem toen ze Jef ontmoette.
Jef heeft een baan gekregen bij de Meubelfabriek in Meerdijk. Karin en Jef laat weten dringend op zoek te zijn naar woonruimte. Arnie stelt voor bij hem in te trekken nu zijn ouders weg zijn. Jef weet niet of dit wel zo'n goed idee is, omdat zijn relatie met Robert niet echt goed is. Arnie besluit de verantwoordelijkheid op zich te nemen. Wanneer Robert overkomt uit New York om zijn zoon te bezoeken is hij verrast door de komst van zijn broer. Op aandringen van Arnie legt Robert zijn ruzie met Jef bij en stemt hij toe dat ze zo lang bij Arnie mogen wonen.

### John (I)
Net nadat hun problemen met Robert zijn opgelost, komt hun zoon onverwacht langs. Arnie betrapt John en denkt dat hij een inbreker is. Jef is niet blij met de komst van zijn zoon, met wie hij een slechte band heeft. Om problemen te voorkomen mag John zo lang bij Helen wonen. Helen maakte gebruik van de situatie om John over te halen het bij te leggen met zijn vader. Karin probeert haar man over te halen het goed te maken. Jef is meer bezig met het regelen van een zeilweekendje met Simon en Henny. John richt zich op de vrouwen en probeert Suzanne te versieren. Als dit niet lukt, probeert hij Annette te versieren. Karin heeft medelijden met Myriam, die John aan het lijntje probeert te houden. John en Myriam besluiten samen een appartement te huren, maar Myriam moet alles alleen doen. John wordt opgepakt en Karin probeert Jef over te halen hun zoon weer in huis te nemen. John wordt gek van Myriam en dreigt te vertrekken.

### Gaby
Arnie begint een goede band op te bouwen met zijn lerares Nederlands, de aantrekkelijke Gaby Lorentz. Als hij bij haar langs wil gaan, is hij getuige van een ontmoeting tussen zijn oom en Gaby. Thuis confronteert Arnie Jef met wat hij gezien heeft, maar hij weet niet dat Karin alles hoort. Jef laat weten dat er alleen een goede vriendschap is en meer niet. Karin ontdekt dat Arnie ergens anders mee zit; hij heeft zelf gevoelens voor haar. Er ontstaat iets moois tussen Arnie en Gaby. Karin kan niet ontkennen dat ze moeite heeft met de relatie vanwege het leeftijdsverschil. Arnie begrijpt niet waarom ze niet gewoon accepteert dat ze een relatie hebben. Karin kan zich er niet overheen zetten. Tijdens een etentje met Karin, Jef en Gaby ontstaat er een vreemde situatie.

### John (II)
Omdat Henny naar een andere plaats verhuist voor haar werk, is er een plaats vrij bij het zeilweekend. Op aandringen van Karin haalt Jef John over om mee te gaan. Het zeilweekend verloopt niet zoals iedereen had gehoopt. John beschuldigt Simon ervan Annette van hem af te hebben gepakt. Wanneer John en Simon samen gaan zeilen slaat Simon overboord en komt hij in een stroming terecht. Vanwege hun slechte band denkt iedereen dat John er iets mee te maken heeft wanneer Simon wordt vermist. Linda, de zus van Simon, beschuldigt John van medewerking aan de verdwijning van Simon. Karin staat achter haar zoon en daardoor ontstaat er een ruzie tussen de familie Alberts en de familie Dekker. Jef schakelt advocaat Frits van Houten in om John te verdedigen.
John neemt het voor Annette op als ze in een moeilijke situatie komt. Veel mensen beginnen anders naar hem te kijken. Karin en Jef vertrouwen het niet. Ook zijn relatie met Myriam verbeterd. John heeft ontdekt dat als hij een aantal jaren getrouwd is hij een erfenis kan krijgen van een oudtante. Karin en Jef zijn geschrokken als John bekendmaakt te gaan trouwen met Myriam. Myriam lijkt niet te geloven dat het huwelijk zakelijk is, maar dat John echt van haar houdt. Karin en haar man kunnen niks anders dan het te accepteren.
Karin haalt Jef over om een baan voor John te regelen op de Meubelfabriek. Jef regelt een baan in de fabriek. John heeft geen zin om onderaan te beginnen neemt al snel weer ontslag. Jef is woedend dat zijn zoon niet hard wil werken om ergens te komen. Dan komt Robert terug uit het buitenland.

### Robert (II)
Jef wil snel carrière maken op de Meubelfabriek en heeft daardoor nog maar weinig tijd voor Karin. Als Robert overkomt uit New York brengt hij veel tijd door met Karin. Karin geniet ervan. Robert probeert zijn broer Jef duidelijk te maken hoe Karin zich voelt. Jef lijkt het niet te begrijpen, waardoor Robert en Karin nog meer tijd met elkaar doorbrengen. Als ze het naar hun zin hebben, wordt Jef jaloers. Karin ziet in dat het zo niet meer verder kan en dreigt met een scheiding. Zal Jef nog een oplossing kunnen vinden.

### Dian
De dochter van Karin en Jef, Dian komt naar Meerdijk toe. Ze is geschrokken als ze hoort van de mogelijke scheiding van haar ouders en probeert er alles aan te doen om dit niet te laten gebeuren. De mannen in Meerdijk zijn ook heel erg geïnteresseerd in Dian, alleen ze heeft al een vriend. De familie en een aantal goede vrienden zijn geschrokken als Dian haar vriend Tim voorstelt. Hij is blind. Om hun huwelijk te redden vraagt Jef Karin als zijn secretaresse op de Meubelfabriek. Karin gaat op het aanbod in.

### John (III)
John weigert onderaan te beginnen bij de Meubelfabriek en wil het liefst zo snel mogelijk carrière gaan maken. Frits van Houten biedt hem een baan aan bij Van Houten Enterprises. John krijgt de opdracht om stukken grond te verkopen. Myriam en John krijgen een eigen creditcard en weten moeilijk hiermee om te gaan. John verkoopt stukken grond aan mensen, waaronder Govert Harmsen. Door een slimme truc van Frits en Rien draait John voor alle schulden op, omdat er nooit stukken grond zijn geweest. Het was een voorbedacht plan. John zit in financiële problemen en klopt bij zijn vader aan om geld te lenen. Karin vindt dat ze hem geld moeten lenen. Jef gaat akkoord. Om te bewijzen dat hij op eigen benen kan staan besluit John naar Saoedi-Arabië te gaan, waar hij snel geld kan verdienen. Jef is voor het eerst trots op zijn zoon. Karin is blij dat de relatie tussen hen is verbeterd.

### Sandra
Jef gaat op zakenreis, maar Karin blijft in Meerdijk. Dian vermoedt dat haar moeder een affaire heeft als ze 's avonds laat telefoongesprekken heeft. Als ze Karin hiermee confronteert, vertelt ze dat haar zus Sandra naar hen toekomt. Dian en Karin zijn allebei blij met de komst van Sandra, maar Jef ziet haar liever gaan dan komen. Sandra confronteert Jef met de manier waarop hij Karin behandelt. Karin vindt dat ze te ver gaat. Sandra maakt zich zorgen om het park. Samen met anderen probeert ze te voorkomen dat Stephanie het park verbouwt tot parkeerplaatsen.
Karin vindt het niet fijn dat Sandra Dian betrekt in haar plannen. Dian zet hierdoor haar studie op de tweede plek en dat vinden Jef en Karin niet goed. Karin krijgt onverwachts bezoek van Myriam, die zich schuldigt voelt vanwege haar relatie met Danny Houtsma. Karin maakt haar duidelijk dat hun huwelijk puur zakelijks is en dat er geen liefde is.

### Jef en Jan-Henk
Karin heeft het naar haar zin op de meubelfabriek. Jef kan alleen hogerop komen als hij hiervoor zijn vrouw ontslaat. Hij doet dit en dit valt bij Karin verkeerd. Jef vindt dat zijn vrouw dit moet begrijpen. Na het vertrek van haar zus Sandra begint Karin zich steeds eenzamer te voelen. Ze heeft het gevoel dat ze er alleen nog is om te koken en dingen schoon te maken. Goede vriend Jan-Henk Gerritse begrijpt haar problemen en ze hebben samen goede gesprekken. Karin merkt dat ze gevoelens voor Jan-Henk begint te krijgen. Die gevoelens zijn wederzijds. Karin begint een affaire met Jan-Henk omdat ze een beetje geluk in haar leven nodig heeft. Jan-Henk probeert Karin over te halen Jef te verlaten en een nieuw leven met hem te beginnen. Karin besluit dat het zo niet langer meer door kan gaan. Ze biecht haar affaire aan Jef op. Jef kan dit niet accepteren en weigert te praten. Karin vindt dat ze alles heeft geprobeerd om haar huwelijk te redden, maar dat het geen zin meer heeft. Karin vertrekt. Jef ziet eindelijk in dat er iets moet gebeuren, maar voor Karin is het al te laat.

### Na haar vertrek
Op dat moment vertrekt Karin naar wat vooralsnog lijkt voorgoed. Na haar vertrek wordt er nog regelmatig over haar gesproken. Dit wordt echter in loop der seizoenen minder. 
Aan het begin van het derde seizoen (media september 1992), vertrouwt Jef Simon toe dat hij niet weet waar Karin is en dat hij haar niet gesproken heeft sinds haar vertrek. Later dat seizoen na het overlijden van Lotje Alberts ontvangen Robert en Laura een condoleance van Karin. Aan het einde van het derde seizoen belt Jef met Karin (die zelf niet zichtbaar is) om met haar te overleggen over hoe om te gaan met Arthur Peters en Dian die dan een relatie hebben. Karin laat Jef weten niets meer met hem te maken te willen hebben. In 1993 stuurt Karin een brief naar haar dochter, waarna niet veel later Dian besluit te vertrekken naar haar moeder.
In seizoen 4 vragen Robert en Laura zich af of ze Karin moeten uitnodigen voor hun huwelijk. Robert vertelt Jef dan nog eens met haar te hebben gedineerd. 
Eind 1994 keert Dian naar een jaar bij Karin te hebben gewoond terug naar haar vader. Karin blijkt een nieuwe vriend te hebben, waar Dian niet mee over weg kan. Later in dat seizoen gaat Jef offscreen bij Karin op bezoek, de twee zijn dan weer on speaking terms geraakt door wat Dian bij hen beiden heeft uitgehaald. Nadat Dian met Frits van Houten is getrouwd in seizoen 6 wordt Jef bij AA&F gebeld door Karin (wederom offscreen) die overlegt hoe ze ermee om zullen gaan. 
Opmerkelijk is dat er niet over Karin wordt gesproken tijdens de "comeback" van John in 1998 noch tijdens het overlijden van Dian in 2008. Echter werd ze werd ze soms nog wel sporadisch aangehaald zoals in de jubileumweek in 2015 en 2020.